# Stanislava Dekleva
Stanislava Dekleva bila je prva hrvatska stručno osposobljena konzervatorica restauratorica slika. 
Svoj je profesionalni radni vijek započela oko 1918. godine, radeći većinom kao samostalna konzervatorica restauratorica, a od 1942. godine radila je u restauratorskoj radionici muzeja za umjetnost i obrt u Zagrebu. Po zatvaranju radionice ona je zajedno sa Zvonimirom Wyroubalom 1947. godine prešla u novoosnovani zavod za restauriranje umjetnina ondašnje Jugoslavenske akademije znanosti i umjetnosti u Zagrebu. Između ostalog poznata je i po suradnji s Cvitom Fiskovićem, našim priznatim konzervatorom i povjesničarom umjetnosti (do formiranja prve restauratorske radionice u Dalmaciji, u Splitu 1954. godine, ali i kasnije).

## Vanjske poveznice
- Dekleva, Stanislava, DiZbi.HAZU | Digitalna zbirka Hrvatske akademije znanosti i umjetnosti